# Вижлиця (річка)
Вижлиця — річка в Україні, у Сумському та Конотопському районах Сумської області. Ліва притока Сейму (басейн Дніпра).

## Опис
Довжина річки 21 км., похил річки — 1,9 м/км. Площа басейну 130 км².

## Розташування
Бере початок у Червоному. Тече переважно на північний захід через Кошарське і на північному заході від Пісків впадає у річку Сейм, ліву притоку Десни. 
Населені пункти вздовж берегової смуги: Гатка, Новий Мир. 
Річку перетинає автомобільна дорога Р14.